# Таємне Товариство Брехунів, або Пастка для синьоморда
«Таємне Товариство Брехунів, або Пастка для синьоморда» (Київ: «Знання», 2015) – дитяча повість української письменниці та перекладачки Лесі Ворониної.

## Анотація
Що б ви зробили, якби довідались, що на Землю має прибути десант космічних піратів–синьомордів? Мабуть, знизали б плечима й вирішили, що це дурний жарт. Та, виявляється, загроза цілком серйозна, адже синьоморди мають на нашій планеті своїх агентів, котрі вже підготували вторгнення космічних завойовників. І лише Клим Джура та його вірні друзі можуть врятувати людство від страшної катастрофи. Але для цього треба проникнути у підземний саркофаг, розгадати таємницю давніх єгипетських богів і оживити Сонячного Сфінкса. Прочитавши фантастичну повість Лесі Ворониної «Таємне Товариство Брехунів», ви дізнаєтесь, чи пощастить нашим героям знешкодити підступних прибульців, провівши небезпечну операцію.

## Сюжет
Одного разу звичайнісінький хлопчина, навколо якого все було похмурим і буденним, захворів. Проте «хвороба» – геть не звичайнісінька, і якщо чесно, навіть дуже захоплююча. Не треба викликати лікаря, не треба пити ліків і лежати в ліжку, а краще віддатися їй сповна, адже ця хвороба – пригодоманія!
Перший симптом – поява чудернацьких предметів, часових та просторових переходів на рідній і давно знайомій вулиці.
Другий симптом – коли найрідніші люди, мама з татом і бабуся, виявляються супергероями, які мають родинні таємниці, передані їм із давніх часів.
І третій симптом – це така блискавична швидкість подій, що зупинити чи перервати їх неможливо. Та й не треба, адже перш ніж рятувати світ від прибульців–синьомордів, потрібно ретельно працювати над собою – пройти випробування, позбутися страхів, стати сміливим і підготуватися до карколомних пригод.
Особливість книг Лесі Ворониної полягає у використанні фірмової іронічності як способу спілкування з читачами, а фантастично–пригодницький сюжет приховує глибокий соціальний підтекст.

## Структура
Повість складається з 31 розділу:
| Розділ 1. Зустріч зі старими знайомими Розділ 2. Іноді й звичайна муха може стати у пригоді Розділ 3. Не така страшна жаба, як її малюють Розділ 4. Червоне море сьогодні синє Розділ 5. Агенти синьомордів серед нас?! Розділ 6. У мене несподівано з’являється і тут таки зникає дідусь Розділ 7. Піщана схованка перетворюється на пастку Розділ 8. ПУПС стає у пригоді Розділ 9. Загадкові капсули, жук-скарабей і велетенська жаба Розділ 10. Ворожі агенти вивчають моє фото Розділ 11. Синьоморд розв’язує язика | Розділ 12. Пані Соломія оголошує операцію “Антижаб-2” Розділ 13. Бабуся перетворюється на бізнес-леді, а я маю стати брехуном Розділ 14. Я змушений надягти фрак і краватку-метелик Розділ 15. Найнепомітніше те, що стирчить у вас перед самісіньким носом Розділ 16. Заєць розповідає про складне мистецтво випендрювання Розділ 17. Головне завдання – якомога краще… брехати! Розділ 18. Ми приступаємо до здійснення божевільного плану Розділ 19. У жодному куточку Всесвіту не довіряють зрадникам Розділ 20. Фокус “Чарівний клумачок, або Пастка для синьоморда” | Розділ 21. Я знайомлюся з біороботом Стахом і розумію, що не все класно Розділ 22. У ТТБ з’явився зрадник? Розділ 23. Мене виручають власні вуха Розділ 24. Що ми знаємо про давньоєгипетських богів? Розділ 25. Ми вирушаємо у віртуальну експедицію Розділ 26. Сонячний Сфінкс існує! Розділ 27. Стах помічає міжчасовий коридор Розділ 28. Мама з татом вдаються до спецефектів Розділ 29. Мумії перетворюються на богів Розділ 30. Давні єгипетські боги повертаються додому Розділ 31. Операцію “Антижаб-2” завершено! |  |

## Цитати
«Хотілося, щоб діти розгадували заховані в моїх історіях секрети, щоб текст був «багатошаровий», як торт–наполеон. Щоб малі, потрапляючи разом із моїми героями у найфантастичніші й найнебезпечніші обставини, навчилися приймати власні рішення, не чекаючи на підказки й вказівки тих, хто думає замість них». – Леся Воронина.

## Відзнаки
Перемога в номінації «Дитяча книга року ВВС» (Київ, «Грані–Т», 2012).